# Черношапочная гаичка
Черношапочная гаичка (лат. Poecile atricapillus) — небольшая птичка из семейства синицевых, обитающая в Северной Америке.

## Описание
Небольшая птичка около 13 см в длину. Легко выделяется своим маленьким пухлым телом, большой чёрной шапочкой на голове, чёрным пятном на горле, и белыми щёчками. Верхняя часть тела и крылья тёмные зеленовато-серые, с белыми и чёрными полосками. Грудь по бокам тёмно-жёлтая, в середине беловатая. Клюв и лапки тёмные, преимущественной чёрные. По окраске самцы и самки не отличаются друг от друга.

### Отличия от схожих видов
В районах, где ареал черношапочной гаички пересекается с ареалом близкой ей каролинской гаички (Poecile carolinensis), а это территория США от южных районов Канзаса до центрального Нью-Джерси, идентификация может быть несколько затруднена. В таких случаях выделяют следующие различия при сравнении:
- У гаички каролинской чёрное пятно в передней части шеи меньше и более ярко выражено.
- У гаички черношапочной на внутренней стороне больших кроющих перьев крыла имеются широкие белые каёмки, в то время как у гаички каролинской они серого цвета.
- У гаички черношапочной белая каёмка у внешней стороны хвоста гораздо шире.
- У каролинской гаички желтовато-коричневая окраска брюшка слабее выражена.

## Распространение
Обитает в Северной Америке. Ареал захватывает большую часть территории Канады и примерно две трети территории США. Живёт в лиственных лесах, редколесье; встречается в тополиных рощах и лозняках, встречается в парках. Ведёт оседлый образ жизни, но зимой может перелетать на юг в пределах своего ареала.

## Образ жизни
Черношапочные гаички прыгают, как домовые воробьи: чаще на ветках деревьев, реже на земле. Формирование пары происходит осенью, яйца откладываются в промежутке между апрелем и серединой июля, в зависимости от широты. Самка строит гнездо и насиживает яйца сама, самец в это время приносит ей пищу. Гнездо устраивается в дуплах деревьев, часто на месте старых гнёзд дятлов. В районах пересекания с гаичкой каролинской и гаичкой Гамбела (Poecile gambeli) могут появляться межвидовые гибриды. Иногда самка оставляет кладку и на короткое время, до 7 минут, улетает в поисках еды.
Каждая пара имеет свою территорию, размер которой варьирует от 1.5 до 5.3 гектар. Многие пары остаются вместе в течение нескольких лет подряд. Негнездовые гаички сбиваются в смешанные стайки вместе с поползнями, дятлами, корольками (Regulus), славками (Sylviidae) и виреонами (vireo).
Питается как животной, так и растительной пищей: насекомыми, пауками, ягодами жимолости и черники, семенами тсуги, восковыми ягодами сумаха ядовитого (Toxicodendron radicans) и восковницы (Myrica). Во время брачного периода предпочитает гусениц. Соотношение животной и растительной пищи оценивается как 70 % на 30 %.

## Систематика
Гаичку черношапочную часто по традиции причисляют к роду Parus, однако данные последовательности цитохромы b в митохондриальной ДНК и морфологические отличия показывают, что род гаички (Poecile) более адекватно выражают особенности этих птиц (Gill et al., 2005). Американский орнитологический союз (англ. American Ornithologists' Union) некоторое время назад выделил этот род как отдельный.